# يوسف الكحلوت
يوسف الكحلوت (أبو أسامة،1961-2024) بروفسور اللغة العربية وأستاذ الأدب والنقد في كلية الآداب في الجامعة الإسلامية بغزة. ولد في غزة لعائلة مهجرة من قرية نعليا قضاء عسقلان.

## سيرته
ولد يوسف شحدة محمد الكحلوت في غزة، وشغل منصب أستاذ ومحاضر الأدب والنقد في الجامعة الإسلامية. له العديد من المؤلفات الأدبية والشعرية أبرزها قراءات نقدية، والأخلاق الإسلامية في الشعر الأندلسي عصر ملوك الطوائف وقام بجمع الأشعار التي قيلت بعد انتفاضة الأقصى في مجلد «مختارات من شعر انتفاضة الأقصى المباركة».
أغتيل أثناء صلاة فجر يوم السبت 10 أغسطس 2024، استهدفت ثلاثة صواريخ إسرائيلية مدرسة التابعين التي كانت تأوي آلاف اللاجئين والنازحين، والتي تقع في حي الدرج شرق مدينة غزة، واستشهد أكثر من 90% من النازحين، وذلك خلال الرد الإسرائيلي على عملية طوفان الأقصى.